# Tessa Blanchard
 (juillet 2021).
Pour l’article homonyme, voir Blanchard.
Tessa Blanchard (née le 26 juillet 1995 à Charlotte) est une catcheuse (lutteuse professionnelle) et valet (manager de catch) américaine. Elle est la petite-fille du catcheur Joe Blanchard, la fille de Tully Blanchard et la belle-fille de Magnum T.A.. Elle a été la première femme de l'histoire à remporter le Impact World Championship, titre normalement réservé au hommes. Elle a également remporté le Impact Knockouts Championship.

## Jeunesse
Blanchard est la petite fille de Joe Blanchard, la fille de Tully Blanchard et la belle-fille de Magnum T.A.. Durant sa jeunesse, son grand-père lui parle fréquemment de son passé de catcheur et sa mort en mars 2012 suivie de l'entrée au Hall of Fame de la World Wrestling Entertainment de son père lui donne envie de s'entraîner pour devenir catcheuse. Après son diplôme de fin d'études secondaires elle étudie dans une université pendant un an avant d'arrêter.

## Carrière de catcheuse

### Entraînement et circuit indépendant (2014-...)
Blanchard s'entraîne auprès de George South. Elle commence sa carrière le 13 juin 2014 à la Queen of Combat où elle interrompt un discours de Miss Rachel après sa victoire sur Amanda Rodriguez ; en découle un match que Miss Rachel remporte mais où Blanchard montre certaines aptitudes. Le 11 octobre, elle participe au tournoi Super 8 ChickFigh organisé par l'East Coast Wrestling Association (ECWA), une fédération du Delaware, où le titre féminin de l'ECWA est en jeu. Blanchard remporte ce tournoi en éliminant successivement Tina San Antonio puis Renee Michelle et enfin Jenny Rose. Le 15 novembre plus tard, Blanchard défend pour la première fois et avec succès son titre de championne féminine de l'ECWA face à Amber O'Neal. Le 30 novembre, elle perd face à Mickie James durant Queens Of Combat 3.
Elle participe au tournoi pour désigner la première championne de la Queen of Combat et se qualifie pour la demi finale après sa victoire face à Hania The Howling Huntress le 13 juin puis face à LuFisto le lendemain. Ce tournoi se termine le 29 novembre où elle atteint la finale après sa victoire face à Jessicka Havok mais ne remporte pas le titre après sa défaite face à Taeler Hendrix.
Le 11 mai 2018 lors du premier show de la Warrior Wrestling, elle conserve le Zelo Pro Wrestling en battant Santana Garrett. Le 2 septembre lors de Warrior Wrestling #2, elle perd par disqualification contre Jordynne Grace et ne remporte pas le BLP Heavyweight Title.
Le 1er septembre 2018 lors du show ALL IN, elle remporte un Fatal-4 Way match en battant Madison Rayne, Chelsea Green et Britt Baker.
Le 16 janvier 2019 lors de Bar Wrestling 28, elle gagne avec Daga contre Delilah Doom & Eli Everfly.
Le 12 septembre 2020, elle perd son titre féminin de la Warrior Wrestling contre Kylie Rae.

### Women Superstars Uncensored (2014-...)
Le 8 novembre durant un spectacle de la Women Superstars Uncensored (WSU), elle affronte Niya dans un match pour le championnat Spirit que cette dernière conserve.
Le 21 février 2015, elle participe au spectacle célébrant le 8e anniversaire de la WSU elle bat Sassy Stephie (en). Elle y retourne le 11 juillet où elle perd un match pour le championnat du monde de la WSU face à Cherry Bomb.
Le 16 juin 2018 lors de WSU Breaking Barriers 5, elle bat Mercedes Martinez et remporte le championnat du monde de la WSU.

### World Wrestling Entertainment (2014, 2016, 2017)
En mai et en décembre 2014, Blanchard est une des Rosebuds, le groupe de fêtards qui accompagne Adam Rose durant son entrée et son départ du ring,. Fin janvier 2015, elle effectue un essai avec la World Wrestling Entertainment.
Le 28 avril 2016 à NXT, elle perd contre Nia Jax. Le 15 juin 2016 à NXT, elle perd par soumission face à Carmella.
Le 31 août 2017 lors du premier tour du Mae Young Classic, elle est éliminée par Kairi Sane.

### Pacific Coast Wrestling (2018-...)
Le 4 mai 2018, elle fait ses débuts à la PCW en battant Chelsea Green, remportant par la même occasion le PCW Ultra Women's Championship. Le 8 juin lors de PCW Ultra Opposites Attack, elle conserve son titre en battant Rachael Ellring. Le 27 juillet, elle conserve son titre en battant Britt Baker.
Le 7 septembre lors de PCW ULTRA Vision Quest, elle conserve le titre féminin de la PCW en battant Diamante. Le 26 octobre lors de PCW ULTRA Possessed, elle conserve son titre féminin de la PCW en battant Priscilla Kelly.
Le 7 décembre lors de PCW ULTRA Believe, elle conserve son titre en battant Delliah Doom.

### Impact Wrestling (2018-2020)
Elle fait ses débuts à Impact Wrestling le 22 avril 2018 lors de Redemption en allant s'asseoir à la table des commentateurs pendant le match entre Taya Valkyrie et Kiera Hogan. 
Le 17 mai à Impact, elle fait ses débuts dans le ring en tant que Heel en battant Kiera Hogan. Après le match elle attaque Kiera Hogan mais est repoussée par Madison Rayne. Le 24 mai à Impact, elle confronte Madison Rayne qui dit qu'elle compte remettre Blanchard à sa place. Le 31 mai à Impact, elle perd contre Madison Rayne. Le 14 juin à Impact, elle bat Kiera Hogan au cours d'un No Disqualification match. Le 28 juin à Impact, elle perd contre Madison Rayne. Le 12 juillet à Impact, elle attaque Allie après un de ses matchs et lui porte un Hammerlock DDT. Le 19 juillet à Impact, Shotzi Blackheart & Tessa Blanchard perdent contre Kiera Hogan et Allie.
Le 22 juillet lors de Slammiversary, elle bat Allie. Le 26 juillet à Impact, elle bat Rebel. Le 9 août à Impact, elle bat Alisha. Après le match elle s'adresse à Allie disant qu'elle viendra pour elle la semaine suivante si elle tente de s'emparer du Knockout Championship. La semaine suivante à Impact, elle attaque Allie au cours de son match contre Su Yung, elle sera cependant attaquée par Su Yung alors qu'elle tentait de porter son Hammerlock DDT sur Allie, elle est ensuite éjectée du ring par Yung et Allie.

#### Knockouts Championship (2018-2019)
Le 30 août à Impact (enregistré le 12 août), elle bat Allie et Su Yung au cours d'un triple threat match et remporte le Impact Knockout Championship. La semaine suivante, elle bat Su Yung et conserve son titre. Après le match, elle est attaquée par Yung qui tente de l'enfermer dans un cercueil mais elle recevra le secours de Allie et Kiera Hogan;
Le 27 septembre à Impact, elle conserve son titre en battant Faby Apache. Après le match, elle reçoit un défi pour Bound for Glory de la part de Taya Valkyrie. Le 11 octobre à Impact, elle bat Keyra. Le 14 octobre lors de Bound for Glory 2018, elle conserve son titre en battant Taya Valkyrie. Le 1er novembre à Impact, elle conserve son titre en perdant par disqualification contre Taya Valkyrie après avoir frappé l'arbitre du match.
Le 15 novembre à Impact, elle bat Ray Lyn. 
Le 6 décembre à Impact, Moose & Tessa Blanchard perdent par soumission contre Taya Valkyrie et Johnny Impact. Après le match, ils attaquent leurs adversaires mais ces derniers sont secourus par Brian Cage.

#### Rivalité avec Gail Kim et face turn (2019)
Le 6 janvier 2019 lors de Impact Wrestling Homecoming, Blanchard perd son titre des Knockouts face à Taya Valkyrie au cours d'un match arbitré par Gail Kim après que cette dernière lui ait porté sa prise de finition.
Le 11 janvier à Impact, elle bat Cali Colins en se servant de la prise de finition de Gail Kim. Le 15 février lors de Uncaged, elle perd au cours d'un Street Fight contre Taya Valkyrie et ne récupère pas le titre des Knockouts.
Le 4 avril lors de United We Stand, elle bat Joey Ryan. Le 12 avril à Impact, elle perd contre Madison Rayne après s'être distraite en provoquant Gail Kim qui était à la table des commentateurs.
Le 28 avril lors de Rebellion, Blanchard accompagnée de son père (Tully Blanchard) bat Gail Kim par soumission. Après le match, Kim et Blanchard se font une accolade , elle effectue donc un face turn.
Le 7 juin à mpact, elle vient en aide à Scarlett Bordeaux qui se faisait agresser par les frères Crist et met K.O ces deux derniers.

#### Rivalité avec OVE, division masculine, Impact World Championship et départ (2019-2020)
Lors de Slammiversary, elle perd au cours d'un Intergender match contre Sami Callihan.
Le 19 novembre à Impact, elle remporte un Gauntlet match en éliminant Brian Cage et devient première aspirante au titre mondial de Impact. Deux semaines plus tard à Impact, elle confronte le champion Sami Callihan.
Le 12 janvier 2020 lors de Impact Hard to Kill, elle bat Sami Callihan pour devenir la première femme championne du monde de Impact>.[réf. nécessaire]
Le 26 juin 2020, elle est renvoyée par la compagnie.

### The Crash (2018-2019)
Le 14 juillet 2018, Blanchard bat Santana Garrett et Lacey Lane et remporte le Crash Women's Championship.

### Women of Wrestling (2018)
Le 5 septembre 2018, Blanchard signe avec la fédération Women of Wrestling.

## Vie privée
Elle a été en couple avec le catcheur Trevor Mann plus connu sous le nom de ring de Ricochet.
Elle été marié avec le catcheur Daga, le couple divorce en janvier 2023.[réf. nécessaire]

## Palmarès
- American Pro Wrestling Alliance
  - 1 fois APWA World Ladies Championship

- Canadian Wrestling Federation
  - 1 fois CWF Women's Championship (actuelle)

- The Crash
  - 1 fois The Crash Women's Championship

- East Coast Wrestling Association
  - 1 fois ECWA Women's Championship
  - ECWA Super 8 ChickFight Tournament (2014)

- Exodus Wrestling Alliance
  - 1 fois EWA Florida Heavyweight Championship (actuelle)
  - 1 fois EWA Heavyweight Championship

- Impact Wrestling!
  - 1 fois Impact World Championship
  - 1 fois Impact Knockouts Championship
  - Superstar de l'année (2019)

- Lucha Libre AAA Worldwide
  - 1 fois AAA Reina de Reinas Championship

- Lucky Pro Wrestling
  - Kings And Queens Tournament (2015) – avec Anthony Greene

- Pacific Coast Wrestling
  - 1 fois PCW Ultra Women's Championship (actuelle)

- Pro Wrestling eXpress
  - 1 fois PWX Women's Championship (actuelle)

- RISE Wrestling
  - 1 fois Phoenix of RISE Championship (actuelle)

- Remix Pro Wrestling
  - 1 fois Remix Pro Fury Championship

- Shimmer Women Athletes
  - 1 fois Shimmer Tag Team Championship – avec Vanessa Kraven

- Warrior Wrestling
  - 1 fois Warrior Wrestling Women's Championship
- WrestleCircus
  -     - 1 fois WC Lady of the Ring Championship (actuelle)
    - 1 fois WC Sideshow Championship

- Women's Superstar Unsensored
  - 1 fois WSU Championship (actuelle)

- Zelo Pro
  - 1 fois Zelo Pro Women's Championship (actuelle)

## Récompenses des magazines
- Pro Wrestling Illustrated

| Année | 2015 | 2016 | 2017 | 2018 | 2019 | 2020 | 2021 à 2023 | 2024 |
| ----- | ---- | ---- | ---- | ---- | ---- | ---- | ----------- | ---- |
| Rang  | 42   | 38   | 43   | 15   | 5    | 7    | Non classée | 155  |